# П'єр Магне
П'єр Мань — французький політик, який народився в Періге (Дордонь) 3 грудня 1806 року і помер у Шато де Монтень (Дордонь) 17 лютого 1879 року.
Призначений заступником державного секретаря міністерства фінансів (листопад 1849 р.), 9 січня 1851 р. став міністром громадських робіт.
Призначений сенатором 31 грудня 1852 р., він зайняв портфель фінансів 3 лютого 1855 р. і зберігав його до 26 листопада 1860 р. Тоді він був міністром без портфеля з 26 листопада 1860 р. по 30 березня 1863 р. На цій посаді він брав участь у обговореннях Сенату щодо сенату-консултуму щодо відтворення газетами законодавчих дебатів (22 січня 1861). У 1855 році отримав Великий хрест ордена Почесного легіону.
Він знову став міністром фінансів у першому та другому кабінеті Бройля з 25 травня 1873 року по 16 травня 1874 року. Ці функції він продовжував виконувати в кабінеті Курто де Сіссі 22 травня 1874 року.